# Trocundes
Trocundes (en llatí: Flavius Appalius Illus Trocundes; en grec: Τρόκονδος, mort el 485) va ser un general de l'Imperi Romà d'Orient, involucrat en l'ascens i la caiguda de l'emperador Basilisc i la rebel·lió contra l'emperador Zenó.
Trocundes era germà d'Il·los, un altre general romà. Tots dos eren de la regió d'Isàuria.

## Biografia

### Suport i traïció a Basilisc
El 475, l'emperador romà d'Orient Zenó, successor de l'emperador Lleó I, va ser deposat per Basilisc, germà de la vídua de Lleó, Verina. Zenó, expulsat de Constantinoble, va fugir a les muntanyes d'Isàuria, la seva regió d'origen. Basilisc va enviar a perseguir-lo dos dels seus generals, els germans Trocundes i Il·los, tots dos també d'origen isàuric. Van derrotar l'exemperador el juliol del 476 i el van bloquejar en un turó anomenat "Constantinoble" pels habitants de la zona.
Mentre Il·los i Trocundes assetjaven Zenó, Basilisc estava perdent el suport de l'aristocràcia i l'Església de la capital a causa de la seva posició religiosa. Per guanyar-se el suport de la població va permetre que aquesta massacrés a tots els isàurics de la ciutat que no havien fugit amb Zenó. Els isàurics eren vistos com a bàrbars per la població romana i s'havien guanyat l'odi de la població quan Zenó, al convertir-se en gendre de l'emperador, va fer venir tropes i gent de la Isàuria i els va col·locar en els llocs de poder. Basilisc al permetre aquesta matança va perdre el suport d'Il·los i Trocundes, també isàurics. Els dos germans van ser instigats secretament pel Senat de Constantinoble per trair Basilisc. Van creure que al haver capturat el germà de Zenó, Longí, podrien controlar Zenó.
Per tant, els dos generals tenien tots els motius per acceptar les promeses i els regals del seu company isàuric Zenó. Van decidir trair Basilisc i marxar junts sobre Constantinoble, on Basilisc va ser deposat (476) i posteriorment assassinat.

### Rebel·lió contra Zenó
Durant el regnat de Zenó, els dos germans van rebre molts honors gràcies al control que tenien sobre l'emperador, ja que encara retenien al seu germà. Trocundes va ser cònsol oriental el 482, l'occidental fou Severí, i el seu germà va ser cònsol el 478 i Patrici. Tanmateix, a causa de l'hostilitat de Verina i Il·los, la relació entre l'emperador i els dos generals es va deteriorar. Il·los i Trocundes van deixar Constantinoble cap a l'Àsia Menor. Allà, el 483 o 484, quan Zenó va exigir que alliberessin el seu germà, els dos germans es van revoltar contra ell i van proclamar emperador Leonci, un sirià i oficial de gran reputació.
Els rebels van ser derrotats per l'exèrcit de Zenó, un exèrcit format per romans i ostrogots liderats per Teodoric l'Amal i Joan l'Escita (llavors cònsol), prop d'Antioquia. Leonci, Il·los i Trocundes es van veure obligats a refugiar-se a la fortalesa de Papurius, on van ser assetjats. Trocundes va intentar escapar del bloqueig per tal de reunir un exèrcit, però va ser capturat i assassinat. Leonci i Il·los, ignorant el destí de Trocundes, van esperar a Papurius durant gairebé quatre anys, però després van ser traïts pel cunyat de Trocundes, que havia estat enviat des de Constantinoble amb aquest objectiu, capturats i decapitats (488).